# Ebang-Minala (Batchenga)
Pour les articles homonymes, voir Ebang et Ebang-Minala.
Ebang-Minala  est une localité de la région du Centre au Cameroun, localisée dans la commune de Batchenga et le département de la Lekié.

## Population
En 1965 Ebang-Minala comptait 137 habitants, principalement des Eton.
Lors du recensement de 2005, ce nombre s'élevait à 242.